# Municipio de San Rafael La Independencia
Municipio de San Rafael La Independencia är en kommun i Guatemala.   Den ligger i departementet Departamento de Huehuetenango, i den västra delen av landet, 160 km nordväst om huvudstaden Guatemala City.